# Meineckia orientalis
Meineckia orientalis är en emblikaväxtart som först beskrevs av Jacques Désiré Leandri, och fick sitt nu gällande namn av Grady Linder Webster. Meineckia orientalis ingår i släktet Meineckia och familjen emblikaväxter. Inga underarter finns listade i Catalogue of Life.